# پنوکی (کانزاس)
پنوکی (به انگلیسی: Penokee) یک منطقهٔ مسکونی در ایالات متحده آمریکا است که در شهرستان گراهام، کانزاس واقع شده است.